# Catfield
Catfield – wieś w Anglii, w hrabstwie Norfolk, w dystrykcie North Norfolk. Leży 21 km na północny wschód od Norwich i 178 km na północny wschód od Londynu.
W 2001 miejscowość liczyła 848 mieszkańców.